# Kacem Zhiri
Pour les articles homonymes, voir Kacem.
Kacem Zhiri, né à Salé le 25 mars 1920 et mort à Rabat le 30 mai 2004, est un diplomate, journaliste et homme politique marocain.

## Biographie
Nationaliste et signataire du Manifeste de l'indépendance en 1944, il fut emprisonné à l'âge de 16 ans pour ses activités dans le mouvement national. Kacem Zhiri occupa divers postes tels que rédacteur en chef puis directeur du journal Al Alam, premier directeur de la radio diffusion marocaine avant de devenir ambassadeur du Maroc au Sénégal, Algérie, Yougoslavie, Mauritanie, Suisse et en Chine.
Le 18 mai 1964, le roi Hassan II le nomme ambassadeur du Maroc en Algérie pour remplacer Mohammed Aouad.
Le 11 février 1972, il est nommé ambassadeur du Maroc en Chine et présente ses lettres de créance le 8 juin de la même année,.
Ce n'est que plus tard, qu'il fut nommé délégué de la Ligue arabe et secrétaire général adjoint de la Conférence islamique. Auteur de plusieurs ouvrages, dont Mohamed V, le roi héros et Panorama islamique, ce militant pour l'indépendance du Maroc fut également ministre de l'Enseignement supérieur et technique puis ministre au Cabinet royal.
Boubker el-Kadiri lui a consacré le 14e tome de sa série de biographies en langue arabe, Des hommes que j’ai connus (rijaloun âraftouhoum),,.